# Znióváralja
Znióváralja (szlovákul Kláštor pod Znievom) község Szlovákiában, a Zsolnai kerület Turócszentmártoni járásában. Lazány tartozik hozzá.

## Fekvése
Turócszentmártontól 20 km-re délnyugatra fekszik.

## Története
A község területén a régészeti leletek tanúsága szerint már a kőkorszakban is éltek emberek, majd a kora bronzkorban a puhói kultúra települése állt.
Znió, vagy más néven Turóc kisméretű várát a Hontpázmány nembeli András építtette 1243 előtt. 1241-ben itt húzódott meg rövid időre a menekülő IV. Béla a tatárok elől. Turóc vármegye egykori székhelye, királyi vár. Az 1440-es években átmenetileg huszita kézre került. 1681-ben felégették, hogy ne kerüljön kuruc kézre, azóta rom. Utolsó írásos említése 1713-ból származik.
A község területe a 12. században a zoborhegyi bencés apátság birtoka volt. A hagyomány szerint a tatárok elől menekülő IV. Béla király rövid időre itt talált menedéket. Első írásos említése 1243-ból származik „Turuch” néven. 1248-ban a király premontrei szerzeteseket telepített ide. 1251-ben „Turch”, „Turul” 1252-ben „Thuruch”-ként említik. Ez évben a király a szerzeteseknek adta Szucsányváralja, Turóctótfalu, Valcsa és Lazány falvakat. A király – hálából a tatárok elől való megmenekülés emlékére – a Magyarok Nagyasszonya tiszteletére 1253-ban itt templomot építtetett. Megalapította a zniói a Boldogságos Szűz Máriáról nevezett premontrei konventet, mely 1780-ig hiteleshelyként működött. 1266-ban a király a monostor népeit – a király és prépostság bíróságait kivéve – minden egyéb bíróság alól fölmentette, a kiváltságokat IV. László király kiterjesztette. A település a 13. század második felében a korponai jog alapján kapta kiváltságait, a 14. századra nemesi mezővárossá fejlődött. 1422-ben „Suburbium oppidum Thuroch” alakban említik a korabeli forrásokban. 1530-ig premontrei, majd királyi, végül 1586-tól jezsuita irányítás alatt állt. 1586-ban Draskovich György kalocsai érsek közbenjárására II. Rudolf király a turóci prépostságot a jezsuitáknak adományozta. 1591-ben a jezsuiták kollégiumot alapítottak itt, melynek beindítása a kedvezőtlen viszonyok miatt három évig elhúzódott.
1599 és 1609 között a jezsuita atyák elhagyták Zniót, a konventet Pázmány Péter (aki 1616-ban lett turóci prépost) szervezte újjá. Pázmány az esztergomi érseki székre emelése után sem feledkezett meg Znióról. 1637-től turóci prépostok voltak az általa 1635-ben alapított nagyszombati egyetem rektorai. A település a magyar és szlovák kultúra egyik nevezetes helyévé vált. Itt fordította magyarra a Bibliát Káldi György. Znió a jezsuita iskola, a kultúra és az ellenreformáció központja volt. A kuruc háborúk és a járványok hatására a lakosság száma jelentősen csökkent. 1715-ben 46 polgárcsalád mellett egy zsellércsalád és 11 szabad, összesen mintegy 300 ember lakott a városban. 1720-ban már 84 család élt itt, mely mintegy 400-500 lakost jelent. 1785-ben Znióváralja 128 házában 1141 lakos élt.
A 18. század végén Vályi András így ír róla: „Znió Várallya. Tót Mezőváros Túrócz Vármegyében, fekszik Znió Vára mellett, Sz. Mártonhoz 1 3/4 órányira; lakosai katolikusok, és másfélék, földgye jó, és könnyü mívelésű, réttye kétszer kaszáltatik, legelője elég, fája is van, piatza helyben, országos, és héti vásárjai is vagynak.”
1828-ban 137 háza és 1584 lakosa volt. 1850-ben itt állították fel a járásbíróságot.
Fényes Elek 1851-ben kiadott geográfiai szótárában így ír a városról: „Znio-Váralja, (Kloster, Klastor), Thurócz m. tót m.v., Sz. Mártontól délre 2, a Trencsén megyei határtól pedig 1 mfdnyi távolságra. Számlál 1572 kath., 12 evang. lak. Kath. paroch. temploma nézésre méltó épület; földe könnyen mivelhető; legelője sok; erdeje derék; patakja melly rajta keresztülfolyik, több liszt-, és egy papirosmalmot forgat. IV. Béla itt egy gazdag prépostságot alakitott, mellyet később a jesuiták birtak, most a pesti egyetem birja a hozzá tartozó uradalommmal együtt. Nyugotra 1 kis fertály órai járásra fekszik az igen régi znio-váraljai vár, mellyről sokan azt hiszik, hogy már a magyarok bejövetele előtt állott; azonban annyi bizonyos, hogy IV. Béla a tatárok ellen elvesztvén a Sajó melletti ütközetet, itt lelte menedékhelyét. Megjegyzésre méltó, hogy a vár közelében fekvő Jankova nevezetü rétségnek olly magas fekvése vagyon, hogy onnan 10 vármegyének, sőt Sziléziának hegyeit is beláthatni. Ut. p. Rudnó.”
1869-ben itt alapították az első szlovák nyelvű katolikus gimnáziumot és tanítóképző intézetet. Az itt lakókat a jezsuiták tanították meg a növényi olajok készítésére. Közülük sokan foglalkoztak gyógyolaj készítéssel és kereskedelemmel, eljutottak Lengyelországba, a német tartományokba és Oroszország vidékeire is. A kereskedelem – mely korábban jelentős szerepet töltött be a városban – a század végén visszaesett, de helyette új ipari üzemek jöttek létre. 1880 és 1890 között sok lakója vándorolt ki a tengerentúlra. 1885-ben megalakult a gazdaszövetkezet. 1909-ben a járási hivatalt Stubnyafürdőre költöztették. 1919-ben a magyar tanítóképzőt bezáratták, míg a szlovák gimnázium újraalakult. A trianoni diktátumig Turóc vármegye Stubnyafürdői járásához tartozott.
A háború után lakói főként mezőgazdasággal, kézművességgel és kereskedelemmel foglalkoztak. A 2. világháború után csatolták hozzá Lazányt.

## Népessége
| Év:            | 1994. | 2004.   | 2014.   | 2024.    |
| -------------- | ----- | ------- | ------- | -------- |
| Emberek száma: | 1532  | 1481    | 1598    | 1843     |
| Eltérés:       |       | -3,32 % | +7,90 % | +15,33 % |

| Év:            | 2023. | 2024.   |
| -------------- | ----- | ------- |
| Emberek száma: | 1823  | 1843    |
| Eltérés:       |       | +1,09 % |

1880-ban 1321 lakosából 1022 szlovák, 124 magyar, 97 német, 12 más anyanyelvű, 3 idegen és 63 csecsemő volt. Lazányban 293 szlovák anyanyelvű élt.
1890-ben 1088 lakosából 939 szlovák és 62 magyar anyanyelvű volt. Lazányban 314 szlovák és 6 magyar anyanyelvű élt.
1900-ban 1143 lakosából 916 szlovák, 135 magyar, 68 német, 16 egyéb anyanyelvű volt. 319-en beszéltek magyarul. Ebből 925 római katolikus, 134 evangélikus, 55 zsidó, 28 református és 1 egyéb vallású. Lazányban 296 szlovák és 1 magyar anyanyelvű élt.
1910-ben 1117 lakosából 820 szlovák, 187 magyar, 92 német, 1 román és 17 egyéb anyanyelvű volt. Lazányban 241 szlovák anyanyelvű élt.
1921-ben 949 lakosából 884 csehszlovák és 2 magyar volt. Lazányban 279 csehszlovák élt.
1930-ban 1307 lakosából 1190 csehszlovák és 6 magyar volt. Lazányban 282 csehszlovák és 1 magyar élt.
1991-ben 1516 lakosából 1490 szlovák és 2 magyar volt.
2001-ben 1457 lakosából 1444 szlovák és 2 magyar volt.
2011-ben 1510 lakosából 1425 szlovák és 2 magyar volt.
2021-ben 1757 lakosából 1683 (+8) szlovák, 3 magyar, 3 (+2) cigány, (+1) ruszin, 11 (+6) egyéb és 57 ismeretlen nemzetiségű volt.

## Nevezetességei
- A községtől északnyugatra 985 m magas hegytetőn állnak Znió 13. századi várának romjai. A várat a 14. század első felében bővítették és gótikus stílusban építették át. A 15. és 16. században megerősítették. 1681-ben felégették, azóta pusztul.
- IV. Béla által alapított premontrei kolostora és temploma a 13. században épült, később erődítményként is szolgált. Ez Szlovákia legrégibb épen maradt kolostora. 1586-ban a jezsuiták vették át, ők tanították meg a népet a növényi olajok készítésére, amelyet az itteniek Európa szerte árultak. A gótikus templomot a 16. század elején átépítették.
- A Szent Miklós plébániatemplom 1250-ben épült, 1728-ban barokk stílusban építették át.
- A Kálvária-templom 1729-ben épült barokk stílusban.
- A barokk plébánia 1726-ban épült.
- Az egykori városházát 1780-ban építették.
- Klasszicista kúria a 19. század első feléből.
- 19. századi polgárházak.
- A gimnázium épülete 1873-74-ben épült.

## Neves személyek
- Itt született 1748-ban Kluch József nyitrai püspök, érsek, egyházi író.
- Itt született 1846-ban Capko János jogász, költő.
- Itt született 1897-ben Zsabka Kálmán producer, rendező, forgatókönyvíró, színész.[7]
- Itt született 1900-ban Alexander Moyzes zeneszerző.
- Itt született 1905-ben Jozef Zvrškovec politikus.
- Itt hunyt el 1812-ben Valentini János római katolikus plébános.
- Itt szolgált Zsilinszky Kázmér (1910-1985) bencés tanár, plébános.
- Itt tanult Jozef Gregor-Tajovský (1874-1940) szlovák realista költő, író, újságíró, tanár, hivatalnok, politikus.

## Külső hivatkozások
- Hivatalos oldal
- E-obce.sk Archiválva 2008. december 1-i dátummal a Wayback Machine-ben
- Községinfó
- Znióváralja Szlovákia térképén
- Znióváralja a szlovák múzeumok honlapján
- A község a Turóci régió információs portálján
- A nagyszombati egyetemi könyvtár ősállománya (MEK)
- Az első szlovák gimnázium bélyegen Archiválva 2009. március 12-i dátummal a Wayback Machine-ben

## Lásd még
- Lazány